# Lappar tillvaratager skjutna renar
Lappar tillvaratager skjutna renar är en oljemålning av Johan Tirén från 1892.
Målningen är en politisk målning som är ett inlägg i den så kallade kulturkampen i Härjedalen mellan bofasta och samer under slutet av 1800-talet. Statens avvittring av stora områden i Jämtlands län till enskilda personer och företag, bland annat omfattande marker till Ljusnedals bruk, åstadkom svåra problem för de renägande samerna. I brist på tillräckliga renbetesområden avyttrade de renar till bofasta, vilket som slutresultat ledde till mindre intensivt skötta renhjordar och sämre övervakning av var de betade. I den konflikt som uppkom mellan bofasta och samer, lät brukspatronen William Farup på Ljusnedals bruk illegalt skjuta renar som kom in på brukets mark, och uppmanade de bofasta bönderna att göra likaledes. Farup blev känd för sina hårda strider mot renskötseln och samerna. 
Striderna väckte genklang i Sverige. Författaren och bruksägarsonen Gustaf af Geijerstam var inbjuden gäst på Ljusnedals bruk och tog i en artikelserie i Dagens Nyheter parti för William Farup. Författaren Jonas Stadling i Aftonbladet tillhörde dem som försvarade samernas sak. Johan Tirén var uppvuxen i Oviken i Jämtland och känd för sina målningar med motiv från fjällvärlden och med samemotiv. 
Målningen överlämnades som gåva till Nationalmuseum i Stockholm av en grupp riksdagsledamöter under ledning av Claes Adelsköld. Den hängdes upp i riksdagshuset, där den väckte stor uppmärksamhet.